# Florian Howald
Florian Howald (né le 20 août 1991) est un orienteur suisse de Haut Niveau. 

## Palmarès

### Championnats du monde
- Médaille de bronze en 2021 en relais masculin

### Jeux mondiaux
- Médaille d'argent en 2017 à Wrocław (Pologne) en catégorie Moyenne distance
- Médaille d'argent en 2017 à Wrocław (Pologne) en catégorie Relais mixte

### Jeux mondiaux militaires
- Médaille d'or en 2019 à Wuhan (Chine) en relais
- Médaille d'or en 2019 à Wuhan (Chine) par équipe

### Championnats d'Europe
- Médaille de bronze à Jeseník (République tchèque) en 2016 en catégorie sprint